# 中川隣之輔
中川 隣之輔（なかがわ りんのすけ、1870年9月7日（明治3年8月12日） - 1947年（昭和22年）10月24日）は、大正から昭和時代前期の政治家、実業家。衆議院議員。神奈川県中郡大磯町長。

## 経歴
相模国足柄上郡、のちの神奈川県足柄上郡松田町に生まれる。慶應義塾に学ぶ。
大磯町長、同町会議員、神奈川県会議員、同郡部会議長を歴任。ほか、相互共済取締役、大日本水道木管監査役、内外化学製品取締役を務めた。
1917年（大正6年）4月の第13回衆議院議員総選挙では神奈川県郡部から無所属で出馬し当選。衆議院議員を1期務めた。在任中は新政会に所属した。